# Kai Nielsen (film)
 For alternative betydninger, se Kai Nielsen (flertydig). (Se også artikler, som begynder med Kai Nielsen)
Kai Nielsen er en dansk dokumentarfilm fra 1960 med instruktion og manuskript af Albert Mertz.

## Handling
Filmen skildrer hovedmotiver hos billedhuggeren Kai Nielsen, der døde i 1924. Idet skulpturerne hele tiden ses i relation til det miljø, hvor de er opstillet i dag: på de forskellige københavnske museer og - modsætningsvis - på Blågårds Plads i København, hvor der udfolder sig et malerisk folkeliv omkring skulpturerne, peges der på det livsnære og hverdagsrealistiske i Kai Nielsens kunst.